# Hans-Günter Weber
Friedrich Hans-Günter Weber (* 24. Juni 1927 in Mainz; † 31. Januar 2002 in Koblenz) war ein deutscher Künstler und Pädagoge.

## Leben und Wirken
Hans-Günter Weber studierte von 1946 bis 1952 Kunsterziehung und Geographie an der neu gegründeten Johannes Gutenberg-Universität (Mainz) bei Friedrich Gerke, Ferenc Orsós, Aloys Ruppel, Emy Roeder, Fritz Klute und anderen. Nach dem Referendariat in Alzey war er bis 1980 am Eichendorff-Gymnasium in Koblenz tätig.
Hans-Günter Weber war befreundet mit Eugen Keller und Johann Georg Müller, mit denen er auch künstlerisch zusammenarbeitete. Weber beteiligte sich an Gruppenausstellungen der Arbeitsgemeinschaft Bildender Künstler am Mittelrhein (AKM), wurde regelmäßig eingeladen zu Kunstausstellungen, so nach Neuwied (Roentgen-Museum) und Höhr-Grenzhausen (Keramikmuseum Westerwald), Einzelausstellungen zeigte 1977 und 1992 die Galerie Handwerk (Koblenz).
Weber war passionierter Amateurfilmer (Normal 8 und Super 8). Seine Filme wurden wiederholt auf Regional-, Landes- und Bundeswettbewerben des BDFA ausgezeichnet, unter anderem erhielt er 1988 eine Bronzemedaille auf der FANTEX (Bundesfilmwettbewerb in Karlsruhe) für den Film „Nehmt auf Naxos den Kurs!“.
Hans-Günter Weber verunglückte 1959 schwer und war seither Tetraplegiker. 1960 heiratete er Ulrike Wehinger (* 1940), mit der er die Söhne Peter Johannes (* 1964) und Klaus Thomas (* 1966) hatte.